# Veer Mall
Veer Mall — торгово-развлекательный комплекс в Екатеринбурге. Здание расположено на перекрёстке Шефской улицы и проспекта Космонавтов. Комплекс был открыт 1 июня 2021 года и стал вторым после «Гринвича» по размерам торговым центром в городе. Общая торговая площадь составляет 167 тыс. м².

## История
Разработчиком проекта здания выступила компания «Алкута». Для выработки концепции были рассмотрены проекты современных торговых центров в Сеуле, Копенгагене и Мальмё. Первоначальная идея с деревянным фасадом была отклонена из-за требований пожарной безопасности, проектировщики остановили выбор на алюминиевых конструкциях, окрашенных под дерево. Основным владельцем является Уральская горно-металлургическая компания, оценившая суммарные инвестиции в торговый центр Veer Mall, трамвайную линию до Верхней Пышмы и жилой комплекс «Изумрудный бор», находящийся в непосредственной близости от торгового центра, в 46 миллиардов рублей.
Комплекс был открыт 1 июня 2021 года и стал вторым после «Гринвича» по размерам торговым центром в городе. Наибольшую площадь в 5200 м² на первом этаже комплекса занял продуктовый гипермаркет SPAR.
Veer Mall стал крупнейшим из 35 торговых центров, открытых в России в 2021 году.

## Архитектура и характеристики
Здание имеет остеклённую изогнутую крышу, фасад выполнен волнистым, в форме веера. Конструкция крыши способствует проникновению солнечного света и не задерживает осадки, оставаясь чистой даже в зимнее время года. Общая торговая площадь составляет 167 тыс. м².
Комплекс рассчитан на 150 магазинов и 20 ресторанов и кафе. Здание имеет две парковочные зоны. Малая открытая парковка находится около здания торгового центра со стороны проспекта Космонавтов. Закрытая парковка находится под зданием комплекса на уровне земли. Общая вместимость парковки — 2300 мест.

## Галерея

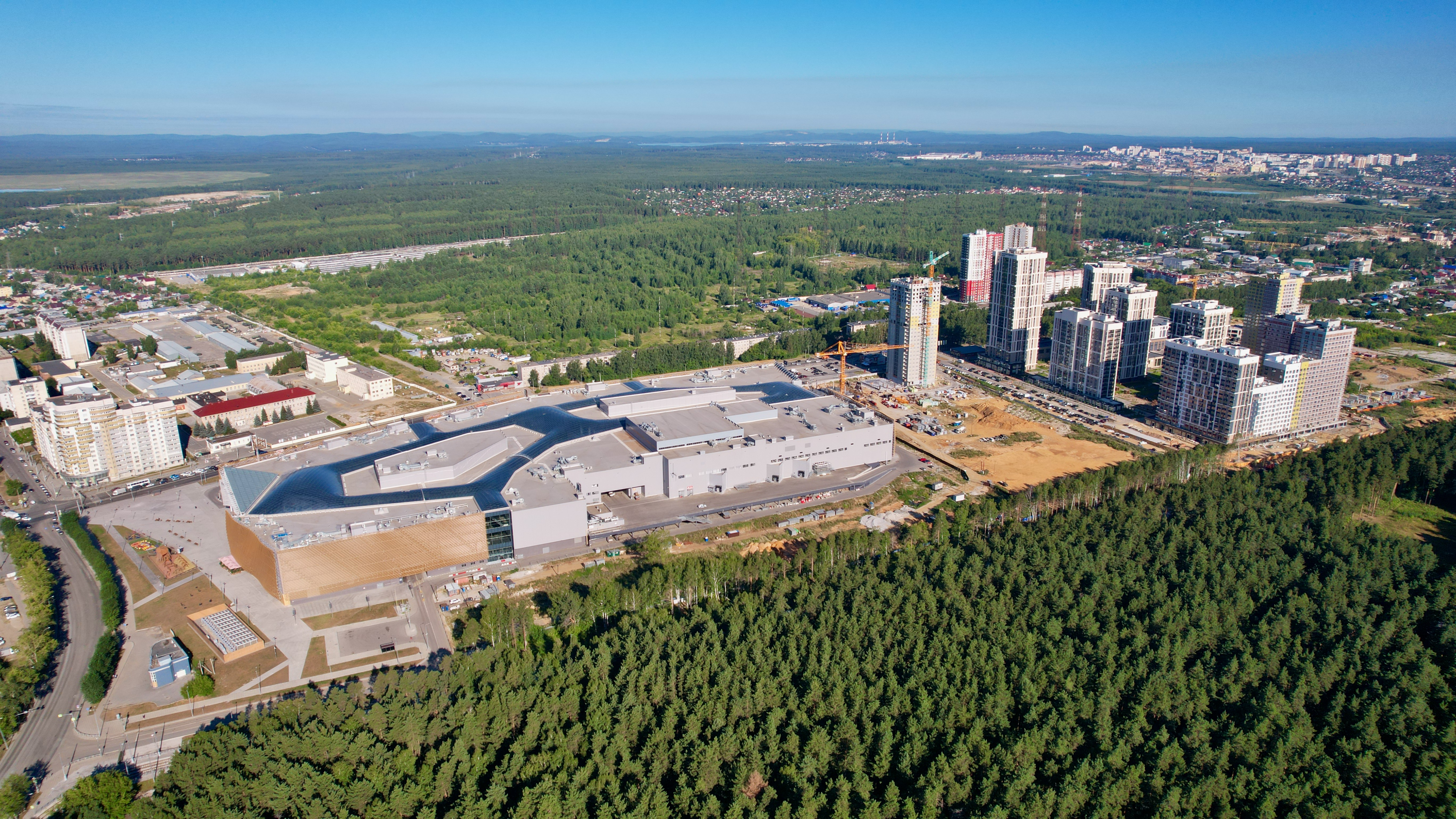
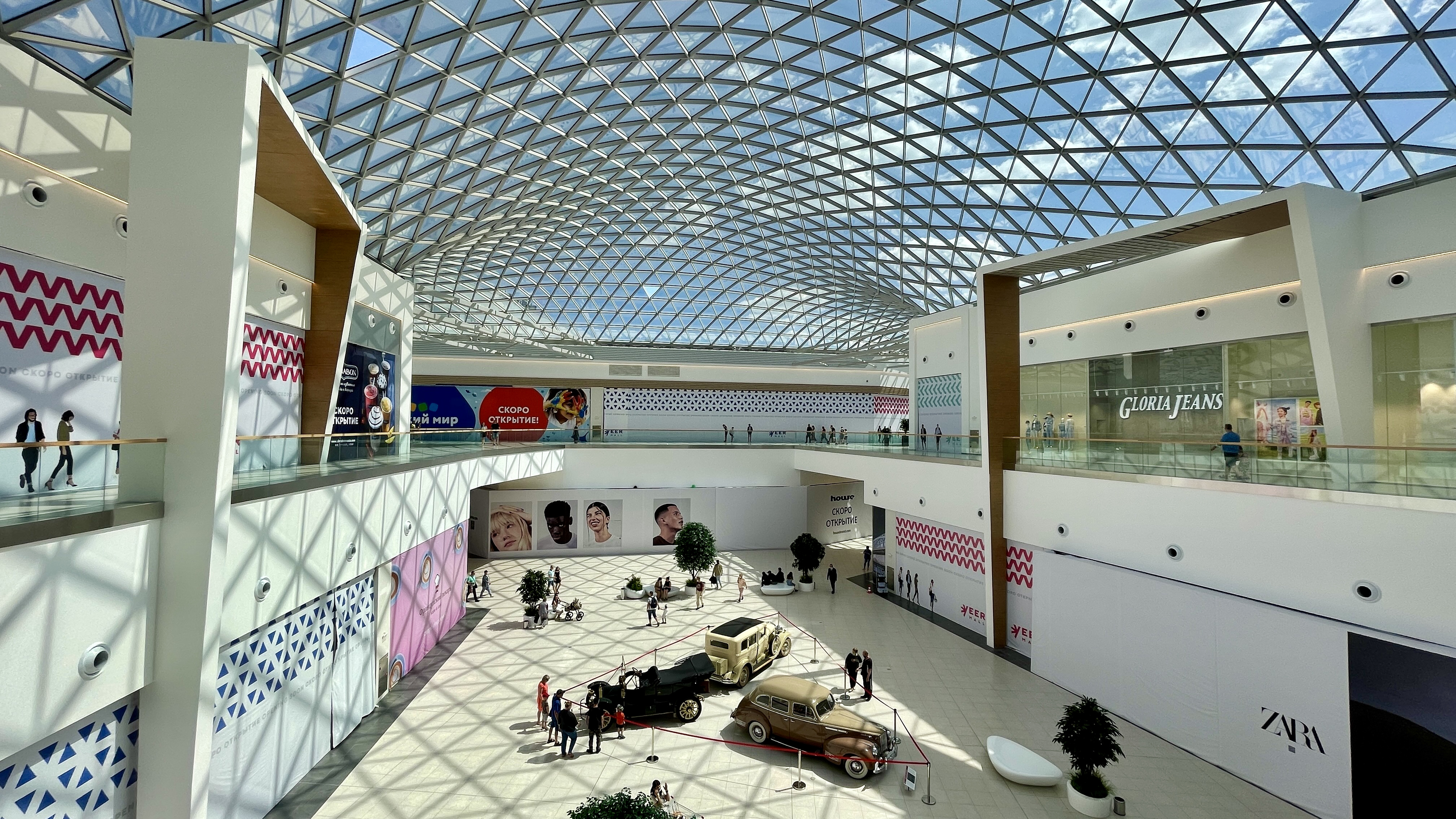
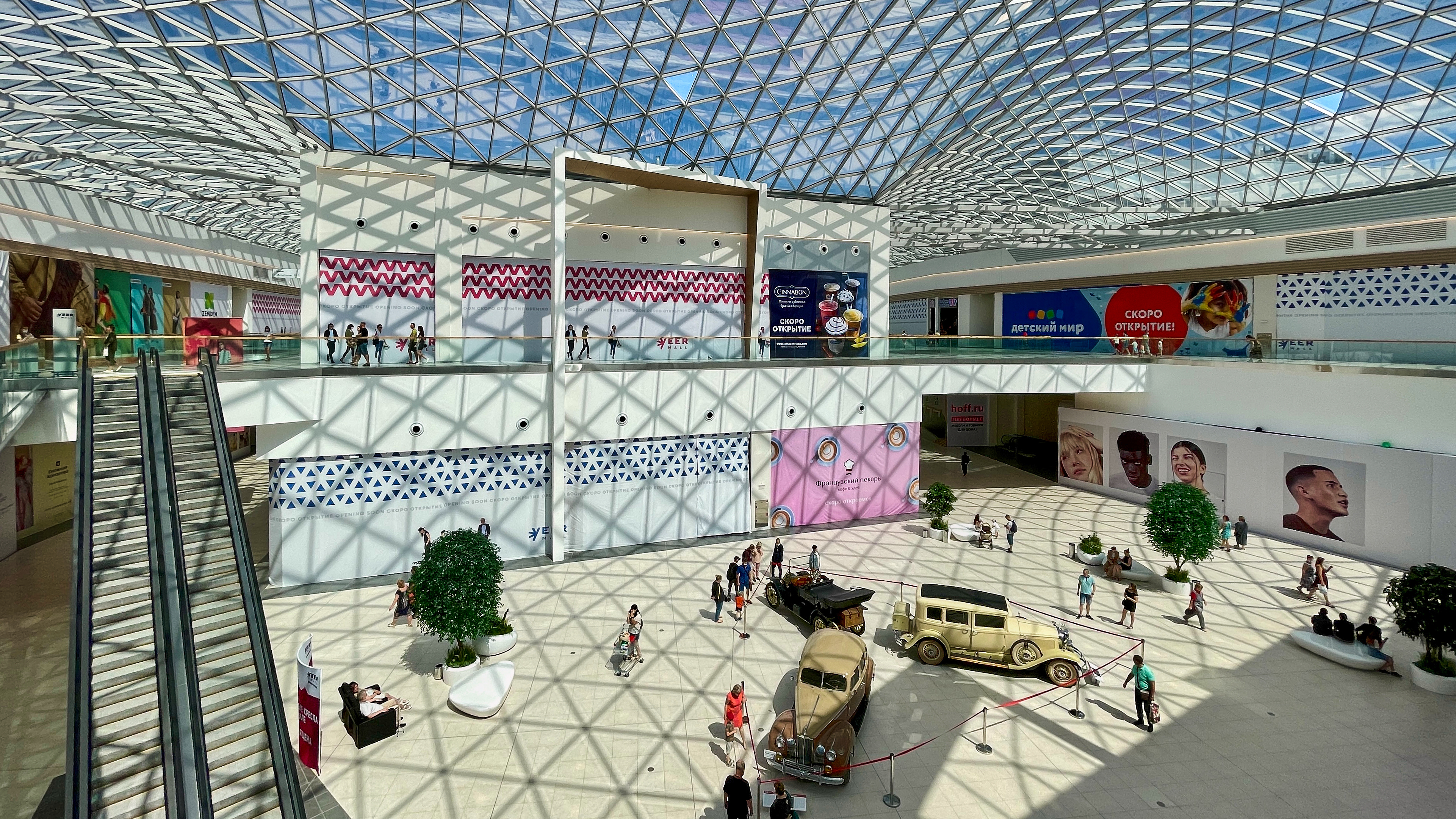
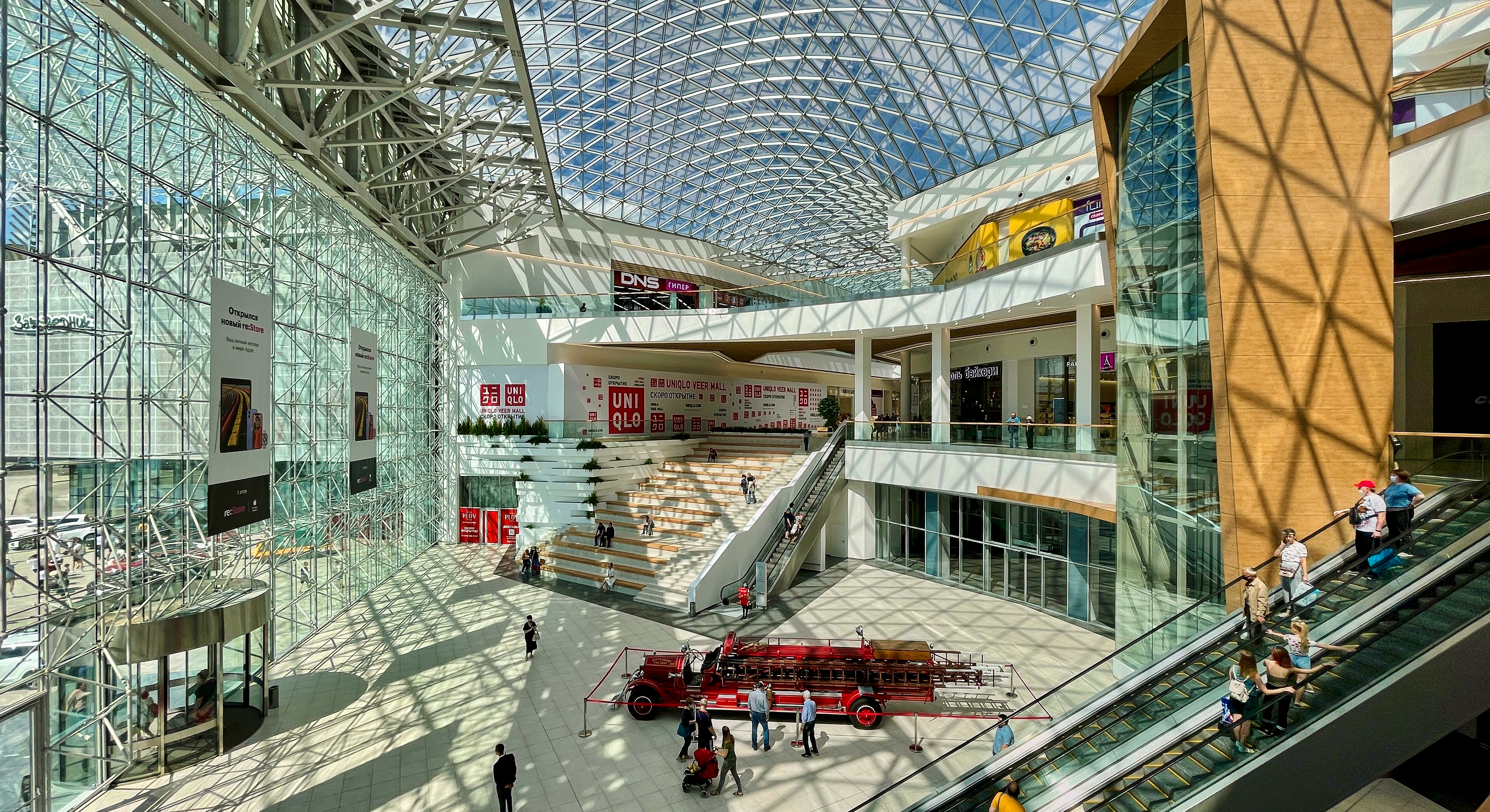